# Nadezhda Alekhina
Pour les articles homonymes, voir Alekhina.
Nadejda Vladimirovna Alekhina (née Bajenova) - en russe : Надежда Владимировна Алехина-Баженова et en anglais : Nadezhda Alekhina-Bazhenova - le 22 septembre 1978, est une athlète russe spécialiste du triple saut.

## Carrière
Quatrième des Championnats d'Europe en salle 2002 de Vienne avec 14,20 m, elle est éliminée au stade des qualifications lors des Championnats du monde 2003, 2005 et 2009. Le 27 juillet 2009 à Tcheboksary, Nadejda Alekhina établit la meilleure performance mondiale de l'année avec 15,14 m et améliore son record personnel. 

## Palmarès
- Vainqueur des Championnats de Russie en 2003, 2004, 2005, 2006, 2007, 2008 et 2009